# Adobe Integrated Runtime
AIR (Abkürzung für englisch Adobe Integrated Runtime; häufig auch Adobe Air genannt) ist eine ursprünglich von Adobe Inc., später von Harman International Industries entwickelte, plattformunabhängige Laufzeitumgebung, die es ermöglicht, Webanwendungen wie lokal installierte Anwendungssoftware zu benutzen und damit die Vorteile von beidem zu einer Rich Internet Application (RIA) zu verbinden.
AIR-Anwendungen können direkt aus dem World Wide Web installiert und gestartet werden und sind wie lokal installierte Anwendungssoftware ohne einen Webbrowser selbständig auf dem lokalen Rechner ausführbar. Während das Internet das wichtigste Verteilungsmedium für AIR-basierte Anwendungen darstellt, ist die Abhängigkeit der Anwendungen von einer Internetverbindung von ihrer Funktion abhängig.
Die Version 1.0 von AIR war im Januar 2008 erschienen. Im Mai 2019 kündigte Adobe an, mit Version 32.0 die eigene Entwicklung von AIR einzustellen und die Plattform noch bis Ende 2020 zu unterstützen. Gleichzeitig kündigte es die Erstellung und Pflege von Nachfolgeversionen (ab Version 33.0) durch Harman International, ein Tochterunternehmen von Samsung, an.
AIR soll mit Adobe Flex die Plattform für die Entwicklung von RIAs bilden, die Adobe-Formate wie Flash und PDF unterstützen. Dabei basieren AIR und Flex auf Flash, während PDF ein eingebettetes Format darstellt. HTML und JavaScript können dabei kooperativ genutzt werden.
Derzeit werden die Betriebssysteme Android, Blackberry Tablet OS, Blackberry 10, iOS, macOS und Windows unterstützt.
Ähnliche Funktionen bieten Microsoft Silverlight, Mozilla Prism und JavaFX.

## Funktionsumfang
Über die Technologie Adobe Flex stellt Adobe eine auf Adobe Flash basierende Plattform bereit, mit der bereits Anwendungen für unterschiedliche Einsatzgebiete entwickelt werden können. Aufgrund der Natur des Adobe Flash Player als Plugin für verschiedene Browser sind die Anwendungen in ihren Möglichkeiten teils aus Sicherheitsgründen oft auf das beschränkt, was der Browser erlaubt.
Mithilfe der AIR-API können Softwareentwickler einer auf Flex basierenden Anwendung folgende Funktionen hinzufügen:
- Zugriff auf das Dateisystem
- Verwendung von SQLite-Datenbanken
- TCP/IP-Verbindungen aufbauen
- Nutzung von Binary Sockets
- Verschieben von Elementen (Drag & Drop)
- Kopieren und Einfügen (Copy & Paste)
- Assoziieren von Dateitypen mit einer AIR-Anwendung

Seit Version 2.5 (Oktober 2010) werden Smartphones und Tablets, welche auf Blackberry® Tablet OS, Android™ oder iOS basieren, unterstützt. Mit Version 2.7.0 wurde die Linux-Unterstützung eingestellt.

## Anwendungsentwicklung
Die Entwicklung von AIR-Applikationen kann mit Hilfe von Adobe Dreamweaver, einem kommandozeilenbasierten Texteditor, mit Adobe Flash (ab Version CS3), FlashBuilder oder FDT erfolgen.
Seit Anfang 2008 bietet auch die auf der Eclipse-Plattform aufbauende, für Windows, Mac OS X und Linux verfügbare Entwicklungsumgebung Aptana Studio eine eigene Erweiterung zur Unterstützung der Anwendungsentwicklung in AIR. Die Unterstützung richtet sich jedoch vorrangig an HTML- und JavaScript-Entwickler.
IntelliJ IDEA integriert ebenfalls die AIR – Entwicklung.